# Шаймарданов, Марсель Зарифович
Марсе́ль Зари́фович Шаймарда́нов (29 января 1942, Параньга, Марийская АССР, РСФСР, СССР — 20 октября 2024, Обнинск, Калужская область, Россия) — советский и российский математик, метеоролог, доктор географических наук, профессор. Директор Всероссийского НИИ гидрометеорологической информации — Мирового центра данных (ВНИИГМИ-МЦД) (1994—2010). Профессор Обнинского государственного технического университета атомной энергетики (2003—2024). Заслуженный метеоролог Российской Федерации (1998). Академик Российской академии проблем безопасности, обороны и правопорядка (с 2003), член Научно-экспертного совета при РАН и Национальной океанографической комиссии. 

## Биография
Родился 29 января 1942 года в посёлке Параньга ныне Марий Эл.
В 1959 году окончил Параньгинскую среднюю школу, в 1964 году — Казанский государственный университет по специальности «Математик — вычислительная математика».
С января 1965 года — инженер, заведующий отделом, с 1976 года — заместитель начальника, начальник вычислительного центра, с 1989 года — заместитель директора, в 1994—2010 годах — директор Всероссийского НИИ гидрометеорологической информации — Мирового центра данных (ВНИИГМИ-МЦД, г. Обнинск, Калужская область).
С 1981 года — кандидат физико-математических наук, с 1997 года — доктор географических наук, с 2003 года — профессор факультета кибернетики Обнинского государственного технического университета атомной энергетики.     
Скончался 18 октября 2024 года в Обнинске Калужской области. Похоронен в Обнинске. 

## Научная деятельность
В 1981 году в Главной геофизической обсерватории имени А.И. Воейкова (Ленинград) защитил кандидатскую диссертацию на тему «Методы автоматизированного контроля, обработки и накопления метеорологической информации». 
В 1996 году присвоено учёное звание старшего научного сотрудника по специальности «Автоматизированные информационные системы и процессы».
В 1999 году в Российском государственном гидрометеорологическом университете (Санкт-Петербург) защитил докторскую диссертацию на тему «Создание информационных баз и технологий для обслуживания потребителей климатической продукции», доктор географических наук. 
Автор более 140 научных работ, включая 5 монографий, в области создания информационных технологий, управления данными, экономической метеорологии, ряда пособий и методических указаний в отечественных и зарубежных изданиях. Сфера научных интересов — исследования влияния погоды и климата на различные отрасли экономики, экономической полезности гидрометеорологического обслуживания. 
Занимался проблемами создания автоматизированных систем сбора, обработки, накопления, долговременного хранения и обслуживания потребителей гидрометеорологической информации. Созданные под его руководством и при его участии автоматизированные системы информации внедрены во всех субъектах РФ, а также на гидрометеорологических станциях и постах России и стран СНГ.
С 2003 года являлся академиком Российской академии проблем безопасности, обороны и правопорядка. Член Научно-экспертного совета при РАН, член Национальной океанографической комиссии. Председатель межотраслевого НТС по подпрограмме 10 Федеральной целевой программы «Мировой океан», председатель Учёного совета ВНИИГМИ–МЦД.
За успехи в области гидрометеорологического обеспечения и активную научную деятельность награждался орденами Почёта и Дружбы, знаками «Почётный работник гидрометслужбы России», «Почётный работник охраны природы». В 1998 году ему присвоено почетное звание «Заслуженный метеоролог Российской Федерации». Награждался грамотами ВНИИГМИ-МЦД, Правительства России, Росгидромета и Калужской области.

## Основные научные труды
Далее представлен список основных научных трудов М. З. Шаймарданова:
- Создание информационных баз и технологий для обслуживания потребителей климатической продукцией: диссертация ... доктора географических наук: 11.00.09. — Обнинск, 1999. — 344 с.: ил.
- Информационные ресурсы о состоянии природной среды / Е. Д. Вязилов; научный редактор: М. З. Шаймарданов. — Москва, 2001.
- Государственный фонд данных по гидрометеорологии и загрязнению природной среды / М. З. Шаймарданов, В. В. Пуголовкин. — Санкт-Петербург: Гидрометеоиздат; Обнинск: ВНИИГМИ-МЦД, 2003. — 117 с.: ил.; ISBN 5-901579-06-2.
- Современные изменения климатических условий и ресурсов Кировской области: Ю. П. Переведенцев, М. О. Френкель, М. З. Шаймарданов; Кировский обл. центр по гидрометеорологии и мониторингу окружающей среды Верхне-Волжского УГМС Росгидромета. — Казань: Казанский гос. ун-т, 2010. — 241 с.: ил.; ISBN 978-5-98180-777-0.

## Звания и награды
- Нагрудный знак «Почётный работник гидрометслужбы России»[2]
- Нагрудный знак «Почётный работник охраны природы»[2]
- Заслуженный метеоролог Российской Федерации (15 января 1998)[1] — за заслуги в области метеорологии и гидрометеорологии и многолетний добросовестный труд[9]
- Орден Дружбы (2002)[1]
- Орден «Знак Почёта» (1986)[1]
- Почётная грамота Правительства Российской Федерации[2]